# Aloe argyrostachys
Aloe argyrostachys é uma espécie de liliopsida do gênero Aloe, pertencente à família Asphodelaceae.